# Panulirus versicolor
Panulirus versicolor (Барвистий лангуст) — вид лангустів з роду Panulirus родини Palinuridae. Інші назви «звичайний справжній лангуст», «різнокольоровий омар», «бамбуковий омар», «блакитний лангуст».

## Опис
Максимальна довжина становить 70 см, звичайна — 30-40 см. Будовою схожий на види Panulirus femoristriga та Panulirus longipes. Має 2 колючі ростри над очима та 2 пари великих вусиків, з яких перша пара має подвійний кінець, друга — тверда і колюча. Карапакс хітиновий, дуже міцний, вкритий дрібними колючками, циліндричної форми. На хвості є 5 відростків, що гострі на кінці.
Забарвлення зеленуватоблакитний або чорнозелений з крапочками білого, рожево-чорного кольору з горизонтальними смугами, що утворюють своєрідну мережу. Черевце зелене з поперечними чорно-білими смугами чи плямами облямовані чорним. Вусики над головою білого кольору, але основа їх рожева. Ноги коливаються від темно-синього до чорного з білими повздовжніми смугами. Хвіст синьо-зелений, відростки в основі жовті, на кінці — синя цятка з білою облямівкою. Неповнолітні мають яскраво-блакитне забарвлення з білими лініями, вусики суцільно білі.

## Спосіб життя
Воліє до коралових рифів на глибині до 15 м. Нічна істота. Вдень ховається в невеликих печерах і щілинах. Живиться дрібною рибою, невеликими ракоподібними, членистоногими, вживає також падло.
Одинак. Лише на початку сезону спарювання утворює пари. Парування зазвичай відбувається влітку, але в деяких регіонах може тривалий протягом року. Спочатку проводить так званий «любовний парад», під час якого відбувається своєрідний поділ на пари. За цим лангусти черевом до черева туляться один до одного. Сперматофор, що виділяється самцем, прилипає до груднини самиці, тримається протягом декількох тижнів. Відкладаються до 200 яєць (ікринок), які самиця несе під черевом.

## Розповсюдження
Поширений від Перської затоки і Червоного моря на півночі до узбережжя Наталя (ПАР); від Бахрейну на заході до Японії і Мікронезії на сході. Також частий біля узбережжя західної і північної Австралії, островів Полінезії.
Є об'єктом промислового вилову.

## Акваріумістика
Потрібна ємність від 150 л. Температура води 22-26 °C. Нечутливий до параметрів води, але погано переносить підвищення концентрації нітратів. На дні повинно бути декілька гарних укриттів, можливі корали. Можна утримувати поодинці, або групою якщо дозволяють розміри акваріума. Як сусідів краще обирати великих масивних риб і безхребетних. Добре вживають різну їжу.